# Albert Peter Low
Albert Peter Low (* 24. Mai 1861 in Montreal; † 9. Oktober 1942 in Ottawa) war ein kanadischer Geologe und Forschungsreisender.

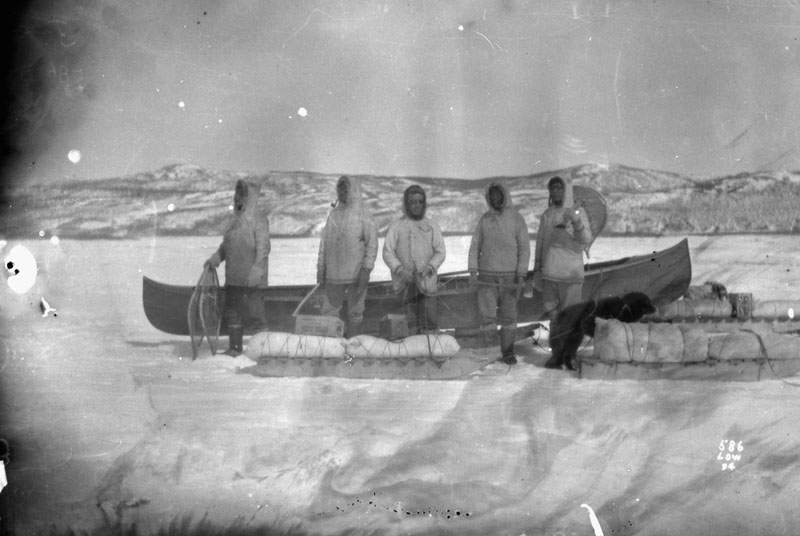
Lowe mit Expeditionsteilnehmern am Churchill River, Labrador, 1894

## Leben
Low studierte an der McGill University mit dem Abschluss in Geologie 1882 und ging dann nach Ottawa, um für den Geological Survey of Canada (GSC) zu arbeiten. Allein 1893/94 reiste er über 8000 km durch die kanadische Wildnis, davon 5000 km im Kanu und 1500 zu Fuß. 1894/95 erkundete er Labrador und entdeckte dabei große Eisenerzvorkommen. Die Ergebnisse der Expedition dienten auch der Festlegung der Grenze von Quebec und Labrador. 1897 erkundete er die Hudsonstraße. 1901 verließ er vorübergehend den GSC um Eisenerz an der Hudson Bay zu erkunden. Er ist bekannt für Entdeckungsreisen in der kanadischen Arktis, insbesondere mit dem Dampfschiff Neptune 1903/4. Sie waren wesentlich dafür, die kanadische Souveränität über diese arktischen Gebiete zu erlangen. 1906/07 war er Leiter des GSC und 1907 Deputy Minister im Bergbauministerium (Department of Mines). 1913 ging er aus Gesundheitsgründen in den Ruhestand.
Er ist auch als Eishockey-Spieler bekannt. Mit dem Hockeyclub der McGill University gewann er als Torwart 1883 die Meisterschaft im Montreal Winter Carnival und ein Jahr später, nun als Mitglied des Ottawa Hockey Club, den er mit gründete und in dem er bis 1889 Mitglied war, nochmals.
Er war für seinen entschlossenen Charakter bekannt. Als es 1884 am Lake Mistassini im Norden der Provinz Quebec Streit über die Leitung der Expedition gab, ging er 500 km auf Schneeschuhen durch die Wildnis zurück nach Québec und kehrte mit der schriftlichen Bestätigung seiner Position als Expeditionsleiter auf gleichem Weg fünf Wochen später zurück.
Das Mineral Aplowit (Cobalt(II)-sulfat) ist nach ihm 1965 von John L. Jambor und Robert W. Boyle benannt.
Am 19. Oktober 1972 ehrte die kanadische Regierung, vertreten durch den für das Historic Sites and Monuments Board of Canada zuständigen Minister, Low für sein Wirken als Entdecker und Erforscher und erklärte ihn zu einer „Person von nationaler historischer Bedeutung“.